# Andreasklooster (Utrecht)
Het Andreasklooster is een voormalig klooster aan de Springweg in de Utrechtse binnenstad. Het werd in verschillende fasen gebouwd van 1872 tot 1886 en ontworpen door Alfred Tepe.
Het gebouw is op 13 oktober 1873 in gebruik genomen als ziekenhuis voor katholieken en stond bekend als St.-Andreasgasthuis. Later wordt het een klooster voor de Zusters van Liefde. De zusters blijven er tot 2001.
In 1983 is het complex radicaal verbouwd, het grootste deel werd gesloopt en maakte plaats voor nieuwbouw. De gevel (beschermd stadsgezicht), de gebrandschilderde ramen en de grote kloostertuin zijn bewaard gebleven.
In 2001, na het vertrek van de zusters vond een nieuwe verbouwing plaats. De kloostercellen werden geschikt gemaakt voor afzonderlijke verkoop. Sindsdien is het een appartementencomplex met 49 koopappartementen, met een oppervlakte van 40 tot 90 m². De kloostertuin dient als gemeenschappelijke binnentuin.